# Mijnspinnen

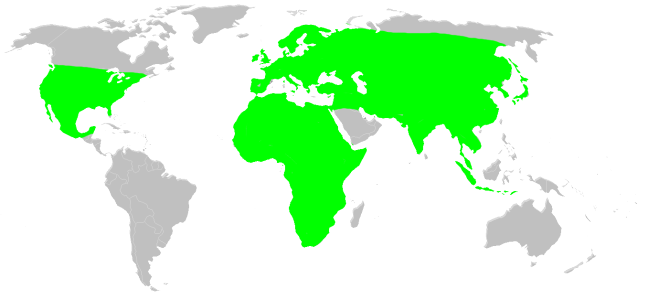
Verspreidingsgebied van de mijnspinnen.

De mijnspinnen of aardspinnen (Atypidae) zijn een familie van spinnen. Deze familie behoort tot de rechtkakigen of vogelspinachtigen. Het is een bekende familie waar ook in Nederland en België voorkomende spinsoorten toe behoren: de gewone mijnspin (Atypus affinis) en de kalkmijnspin (Atypus piceus). De totale familie bestaat uit 48 soorten.
In het algemeen zijn deze spinnen vrij groot en robuust gebouwd. Ze maken een gesloten woonbuis, meestal onder de grond, dat geheel met spinsel wordt bekleed. Ze zijn te herkennen aan de opvallende grote, recht naar voren gerichte basissegmenten van de cheliceren.

## Taxonomie
- Geslacht Atypus Latreille, 1804
- Geslacht Calommata Lucas, 1837
- Geslacht Sphodros  Walckenaer, 1835